# サッカーファン・フェルナンデス諸島代表
サッカーファン・フェルナンデス諸島代表（サッカーファン・フェルナンデスしょとうだいひょう）は、ファン・フェルナンデス諸島のサッカーのナショナルチームである。ファン・フェルナンデス諸島代表は、FIFA及び、CONMEBOLに加盟していない。